# Bahram Beizai
Bahrām Beyzāie (en persa: بهرام بیضائی‎, Teherán, 26 de diciembre de 1938) es un aclamado dramaturgo, director de cine, director de teatro, guionista y editor de cine iraní.
Bahram Beizai es hijo del poeta Ne'matallah Beyzai (más conocido por su pseudónimo literario Zokā'i). Adib Beizai, reconocido como uno de los poetas más prolíficos del siglo XX en Irán, es el tío paterno de Beizai. Su abuelo paterno, Mirzā Mohammad-Rezā Ārāni (Ebn Ruh), y su bisabuelo paterno, el mulá Mohammad-Faqih Ārāni (Ruh'ol-Amin), también fueron destacados poetas.
A pesar de su comienzo algo tardío en el cine, Beizai es considerado a menudo como el pionero de una generación de cineastas cuya obra se describe como la nueva ola del cine iraní. Su película Bashu, the Little Stranger (1986) fue votada como la mejor película iraní de todos los tiempos en noviembre de 1999 por una revista persa especializada llamada Picture World, donde cerca de 150 críticos y profesionales iraníes dieron su voto. Sin embargo, incluso antes del comienzo de su carrera cinematográfica en 1970, Beizai ya era un dramaturgo de renombre, así como un importante historiador del teatro, siendo incluso considerado como el mayor dramaturgo de la lengua persa y recibiendo la denominación de «el Shakespeare de Persia».
Desde 2010, Beizai ha vivido y enseñado en la Universidad de Stanford, Estados Unidos.

## Biografía

### Primeros años
Beizai nació en Teherán, hijo de un poeta y biógrafo y de una ama de casa. Su padre, Zokā'i Beyzāie se ganaba la vida a través de una ocupación legal y era capaz de atender razonablemente sus intereses literarios.
El joven Bahram no parecía inicialmente muy entusiasmado con el legado literario de su familia. En la secundaria descubrió que prefería escribir guiones para teatro, creando dos obras teatrales de corte histórico durante esa época. Empezó a faltar a la escuela para ir al cine, actividad que se estaba haciendo popular en Irán a un ritmo acelerado. Este hecho solamente alimentó su hambre de aprender más sobre el cine y las artes visuales de su país.

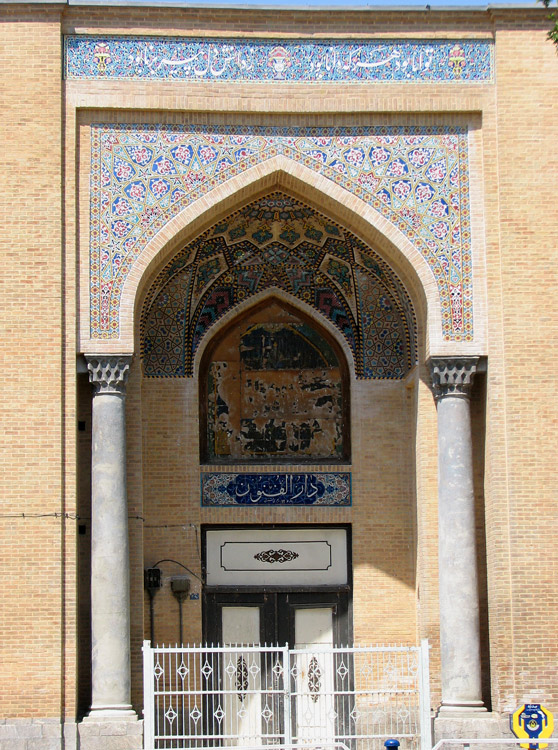
Beizai estudió la básica secundaria en la institución Dar ul-Funun. Se escapaba frecuentemente de la escuela para ir a los cines y en su adolescencia compuso sus primeras piezas dramáticas.

Al finalizar sus estudios presentó un examen competitivo para la admisión a la universidad. Leyó y estudió la obra literaria poética Shāhnāmé y comenzó a estudiar literatura persa en la Universidad de Teherán tras aprobar el examen. Sin embargo, no pudo permanecer en la institución, especialmente porque sus profesores no aceptaron su investigación sobre el teatro persa como trabajo de posgrado, argumentando que en Persia no existía el teatro.

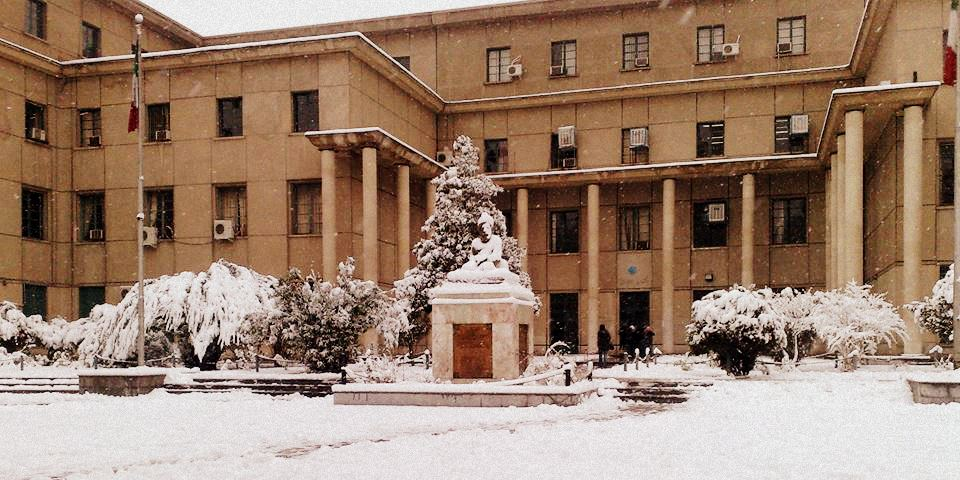
Facultad de Letras y Humanidades de la Universidad de Teherán
----
Beizai abandonó el programa de licenciatura en literatura persa en la Facultad de Letras en 1959, sólo para regresar a la facultad de Bellas Artes como profesor una década más tarde, donde permaneció durante otra década antes de ser expulsado en la Revolución Cultural Iraní (1980).

A los 21 años realizó investigaciones sustanciales sobre las obras tradicionales persas, particularmente el Ta'zieh, y para 1961 ya había pasado una gran cantidad de tiempo estudiando e investigando otras culturas y literatura antiguas persas y preislámicas. Esto, a su vez, le llevó a estudiar profundamente el teatro oriental y las artes tradicionales iraníes, lo que le ayudó a formular una nueva identidad no occidental para el teatro iraní. Además, estudió y se familiarizó con la pintura persa.

### Carrera

#### Dramaturgia en la década de 1960
A finales de 1961 ya había publicado numerosos artículos en varias revistas de arte y literatura. En 1962 realizó su primer cortometraje en formato de ocho milímetros. Durante los dos años siguientes escribió varias obras de teatro y publicó un ensayo titulado El teatro en Japón.
Durante gran parte de la década de 1960, Baizai se dedicó a escribir en varias publicaciones sobre arte oriental y literatura persa gracias a su extenso estudio y escribió varios ensayos sobre el cine iraní, algo que más tarde se convirtió en el tema de uno de sus libros. Durante este período escribió obras de teatro populares que con el paso de los años lograron el estatus de obras maestras, como El octavo viaje de Sindbad, El banquete, El rey de las serpientes y La historia de la luna oculta.
En 1968 Beizai fue uno de los nueve miembros fundadores del Gremio de Escritores Iraníes, una organización muy controvertida frente a la censura. En 1969 fue invitado a enseñar en el Departamento de Teatro de la Facultad de Bellas Artes de la Universidad de Teherán. Presidió este departamento de 1972 a 1979. Muchos autores y artistas prominentes comenzaron a enseñar en el departamento y crearon el período más fructífero en la historia del mismo.

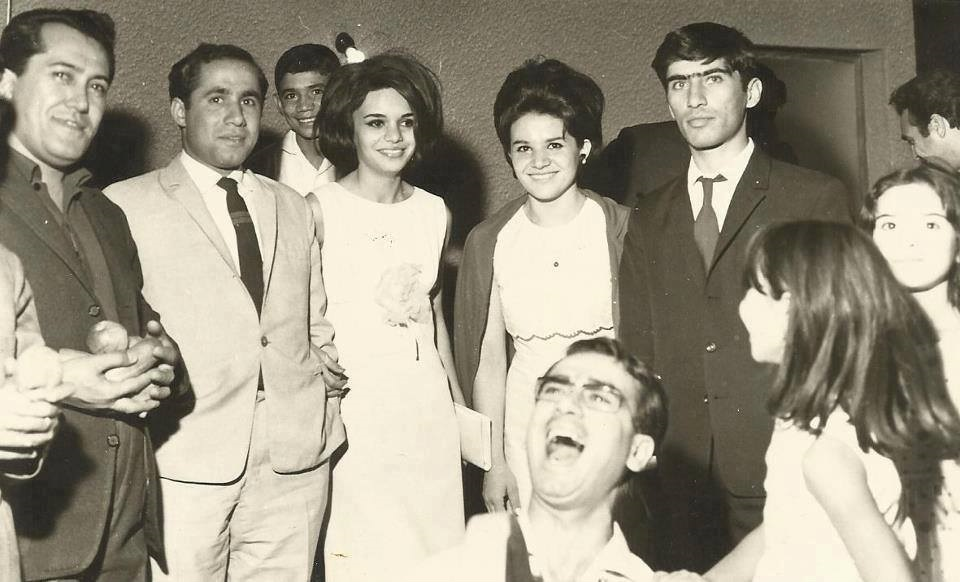
Beizai en su primera boda en compañía de otros artistas, en particular Parviz Fannizadeh y Parviz Sayyad, 1965

Los estudios iniciales de Beizai y su interés por el drama y el teatro son bien conocidos, pero menos populares son sus primeros trabajos como dramaturgo. En su juventud, Beizai mostraba una fascinación por las tradiciones del teatro iraní, incluyendo el teatro realizado con títeres y marionetas. Su obra Se Nemayeshname-ye 'Arusaki (Tres obras de marionetas) fue publicada en 1963, siendo Las Marionetas la primera de estas tres obras. En los años 1960, obras de dramaturgos como Beckett o Ionesco fueron traducidas a al persa y se representaron en Irán poco después de su estreno en el mundo occidental.
La innovadora obra investigativa de Beizai Un estudio del cine iraní (Namayesh dar Iran), publicada a mediados de la década de 1960, sigue siendo considerado el texto más importante de la historia del teatro iraní. Beizaie se convirtió además en el primer erudito en Irán en publicar libros sobre teatro chino y teatro japonés.
Algunas de sus obras, como la reconocida Muerte de Yazdgerd, se han traducido a numerosos idiomas y han sido interpretadas en todo el mundo. La muerte de Yazdgerd se ha interpretado en Irán, Francia, Reino Unido, India y Estados Unidos, entre otros países, y fue adaptada a la gran pantalla por el propio Beizai en 1981. La muerte de Yazdgerd y Kalat Claimed fueron traducidas al inglés por el editor y escritor persa Manuchehr Anvar.

#### Década de 1970 y comienzos de su carrera cinematográfica
En 1969 inició su carrera como cineasta dirigiendo el cortometraje Amu Sibilou (Tío Bigote), seguido por Safar en 1970. Por estas producciones, a menudo se supone que Beizai es un pionero de la denominada nueva ola del cine iraní, un movimiento que se supone que comenzó espontáneamente a finales de la década de 1960, ignorando los esfuerzos anteriores de cineastas como Farrokh Ghaffari y Ebrahim Golestan, e incluyendo a otros directores destacados como Nasser Taghvai, Forugh Farrojzad, Amir Naderi, Ali Hatami, Sohrab Shahid Sales, Dariush Mehrjui, Abbas Kiarostami, Parviz Kimiavi, Masoud Kimiay y Fereydun Gole, entre otros; y poco después a Khosrow Sinai, Masoud Jafari Jozani, Kianoush Ayari, Varuzh Karim-Masihi y Ebrahim Hatamikia.
Inmediatamente después, en 1971, realizó su primer largometraje, titulado Ragbar (Diluvio), considerada por la crítica hasta la fecha como una de las películas iraníes más exitosas jamás realizadas. La exitosa película fue protagonizada por Parviz Fannizadeh. Desde entonces dirigió y produjo ocho largometrajes, que incluyen Qaribe va Meh (El extraño y la niebla) (1974), Cherike-ye Tara (La balada de Tara) (1979), Bashu, the Little Stranger (1986, estrenada en 1989), Shāyad Vaghti digar (Tal vez en otro momento) (1988) y Mosaferan (Viajeros) (1992).

#### Cine en la década de 1980
En 1981 los líderes revolucionarios iniciaron la Revolución Cultural Iraní y como resultado, Beizai y otros artistas similares fueron expulsados de la universidad. Sin embargo, Bahram continuó escribiendo y dirigiendo películas. Su guion Ruz-e Vaqe'e (El día fatídico) fue adaptado a la pantalla grande en 1995 y otro de sus guiones fue adaptado en la película Fasl-e Panjom (La quinta temporada) en 1996. También editó el largometraje de Ebrahim Hatamikia Borj-e Minu (La torre de Minoo).

#### Década de 1990: otro viaje, una película y algunas obras
Beizai se casó con la actriz y maquilladora Mozhdeh Shamsai en 1992. Después de Mosaferan, no pudo obtener permiso para la producción de algunos de sus guiones. En 1995 se trasladó a Estrasburgo, Francia, por invitación del Parlamento Internacional de Escritores. Al poco tiempo regresó a Irán y presentó su obra La mujer Aoi en Teherán.

#### Década de 2000 y actualidad
En 2001 dirigió su película comercialmente más exitosa hasta la fecha, Sagkoshi, tras lo cual representó tres obras de teatro antes de dejar Irán para ir a vivir a los Estados Unidos.
Dejó su natal Irán en 2010 por invitación de la Universidad de Stanford y desde entonces se ha desempeñado como docente de estudios iraníes, brindando clases en teatro, cine y mitología persas. Allí ha impartido talleres sobre el Shāhnāmé y la historia de las artes escénicas y la mitología de su país. También ha escenificado varias de sus obras, incluyendo Tarabnameh, de nueve horas de duración.

## Estilo cinematográfico
Es conocido como el «autor más intelectual y conspicuo en el cine y el teatro de Irán». La temática principal de sus obras es la historia y la «crisis de identidad» que se relaciona con los símbolos y paradigmas culturales y míticos iraníes. Es considerado como el guionista más destacado de Irán en cuanto a la integridad dramática de sus obras, muchas de las cuales han sido adaptadas a la pantalla gigante.

## Recepción
Beizai ha hecho una contribución significativa al desarrollo del cine y del teatro en Irán y es considerado un influyente director e innovador del movimiento de la nueva ola del cine iraní. También se le considera el guionista más destacado de su país natal.
| Algunas personas en nuestra vieja y duradera cultura asumen un significado icónico, por razones que van mucho más allá de nuestras torcidas medidas. Beizai es uno de ellos. Cuando se escriban los anales de nuestra historia contemporánea, Beizai tendrá el mismo significado que Hafez.—Hamid Dabashi |

Sin embargo, a pesar del valor de sus películas y su conocimiento sustancial de las artes, al igual que con muchos otros directores de cine iraníes como Nasser Taghvai, Varuzh Karim-Masihi y Kianoush Ayari, el Gobierno de Irán casi nunca apoyó su carrera, antes y después de la Revolución Iraní de 1979. Antes de la revolución fue galardonado con el premio a la mejor película por la reina Farah Pahlaví en el Festival de Cine de Teherán en 1972 como un nuevo director joven cuyo talento fue elogiado con aprecio y aplausos por su película Ragbar.
Después de la revolución, películas de Beizai como La balada de Tara (1980) y La muerte de Yazdgerd (1981) nunca recibieron el permiso para ser exhibidas en Irán. Ambas películas han sido archivadas porque supuestamente no concuerdan con el código islámico en vigor en las películas iraníes. Incluso su popular Bashu, the Little Stranger, cinta que narra la historia de un niño huérfano que perdió a sus padres en la guerra entre Irán e Irak, corrió con la misma suerte en 1986. La película fue legalizada sólo después del final de la guerra entre Irán e Irak (1980-1988) y se estrenó finalmente en 1989.
Los críticos, directores de cine y dramaturgos de su país generalmente han alabado su obra. En 2002 fue elegido el mejor cineasta persa de todos los tiempos, y su cinta Bashu, the Little Stranger fue elegida como la mejor película persa de la historia. Sin embargo, su formalismo ha suscitado en ocasiones críticas, incluso de sí mismo. El reconocido director de cine y escritor Ebrahim Golestan, quien previamente había hecho objeciones respecto al estilo de Beizai, lo elogió en una carta enviada en 2017.

## Obra

### Filmografía (como director)
- Amū Sibilū (1969 - cortometraje)
- Safar (1970 - cortometraje)
- Ragbār (1971)[17]
- Qaribé va Meh (1974)
- Kalāq (1976)
- Charike-ye Tārā (1979)
- Marg-e Yazdgerd (1982)
- Bashu, the Little Stranger (1986, estrenada en 1989)[18]
- Shāyad Vaghti digar (1988)
- Mosāferan (1992)
- Goft-o-gū bā Bād (1998 - cortometraje)
- Sagkoshi (2001)
- Qāli-ye Sokhangū (2006)
- Vaqti hame khābim (2009)

### Obras para teatro
Beyzaie ha publicado cerca de 50 obras. Estas obras han sido traducidas a idiomas como francés, inglés y alemán, entre otros.
- Gorob dar Diari Garib
- Chahar Sandoogh
- Hashtomin Safar e Sandbad
- Ziāfat va Mirās (1967)
- Soltān-Mār (1969)
- Marg-e Yazdgerd (1979)
- Memoirs of the Actor in a Supporting Role (1981)
- Kalat Claimed (1982)
- Kārnāme-ye Bandār Bidakhsh (1997)
- Bānū Aoi (1997)
- Shab-e Hezār-o-yekom (2003)
- Afrā yā Ruz migozarad (2007)
- Jana and Baladoor (2012)
- Arash (2013)
- Ardaviraf's Report (2015)
- Tarabnameh (2016)

### Películas badadas en la obra de Beizai
- Salandar (1981)
- Red Line (1981)
- Salandar (1994)
- The Fateful Day (1995)
- The Fifth Season (1996)[19]

## Colaboradores frecuentes
Producciones teatrales
     Producciones cinematográficas
| Películas y obras                 | Año de producción | Mojdeh Shamsaie | Jamshid Layeq | Manouchehr Farid | Enayat Bakhshi | Susan Taslimi | Parvaneh Masoumi | Majid Mozafari |
| --------------------------------- | ----------------- | --------------- | ------------- | ---------------- | -------------- | ------------- | ---------------- | -------------- |
| The Marionettes                   | 1967              | -               | Sí            | Sí               | Sí             | -             | -                | -              |
| Heritage and Banquet              | 1967              | -               | Sí            | -                | Sí             | -             | -                | -              |
| King Serpent                      | 1969              | -               | Sí            | -                | Sí             | -             | -                | -              |
| Uncle Mustache                    | 1970              | -               | -             | -                | -              | -             | -                | -              |
| Downpour                          | 1971              | -               | Sí            | Sí               | -              | -             | Sí               | -              |
| The Journey                       | 1972              | -               | -             | -                | -              | -             | Sí               | -              |
| The Stranger and the Fog          | 1974              | -               | -             | Sí               | -              | -             | Sí               | Sí             |
| The Crow                          | 1977              | -               | Sí            | Sí               | -              | -             | Sí               | -              |
| Ballad of Tara                    | 1979              | -               | -             | Sí               | -              | Sí            | -                | -              |
| Death of Yazdgerd                 | 1979              | -               | -             | -                | -              | Sí            | -                | -              |
| Death of Yazdgerd                 | 1981              | -               | -             | -                | -              | Sí            | -                | -              |
| Bashu, the Little Stranger        | 1986              | -               | -             | -                | -              | Sí            | -                | -              |
| Maybe Some Other Time             | 1988              | -               | -             | -                | -              | Sí            | -                | -              |
| Travelers                         | 1992              | Sí              | Sí            | -                | Sí             | -             | -                | Sí             |
| The Lady Aoi                      | 1998              | Sí              | -             | -                | -              | -             | -                | -              |
| The Deeds of Bondar the Counselor | 1998              | -               | -             | -                | -              | -             | -                | -              |
| Speaking with the Wind            | 1998              | Sí              | -             | -                | -              | -             | -                | -              |
| Killing Mad Dogs                  | 2001              | Sí              | Sí            | -                | Sí             | -             | -                | Sí             |
| The Thousand-First Night          | 2003              | Sí              | -             | -                | -              | -             | -                | -              |
| The Passion of Makan and Rokhshid | 2005              | Sí              | -             | -                | -              | -             | -                | -              |
| The Eloquent Carpet               | 2006              | Sí              | -             | -                | -              | -             | -                | -              |
| Afra                              | 2007              | Sí              | -             | -                | -              | -             | -                | -              |
| When We Are All Asleep            | 2009              | Sí              | -             | -                | -              | -             | -                | Sí             |
| Jana and Baladoor                 | 2012              | Sí              | -             | -                | -              | -             | -                | -              |
| Arash                             | 2014              | Sí              | -             | -                | -              | -             | -                | -              |
| Ardaviraf's Report                | 2015              | Sí              | -             | -                | -              | -             | -                | -              |
| Tarabnameh                        | 2016              | Sí              | -             | -                | -              | -             | -                | -              |
| Crossroads                        | 2018              | Sí              | -             | -                | -              | -             | -                | -              |

## Premios y reconocimientos

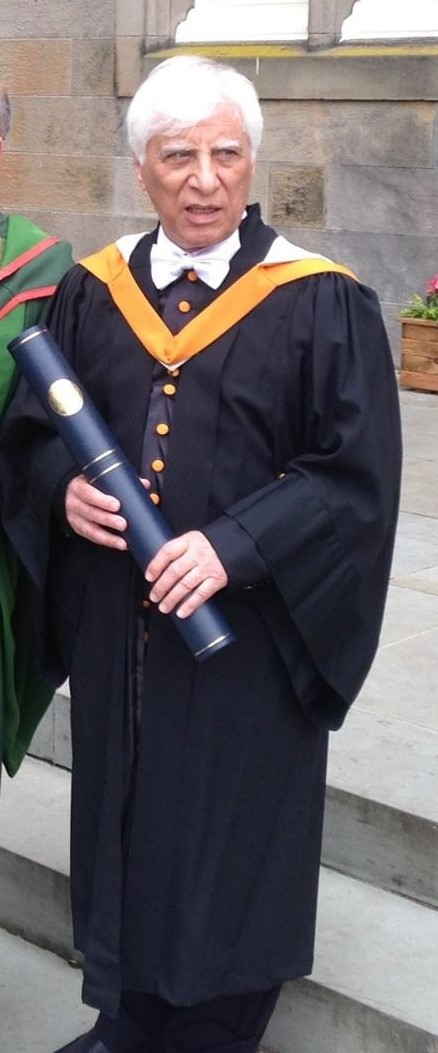
Beizai recibiendo un doctorado honorario en letras en 2017 de la Universidad de Saint Andrews

Los premios y reconocimientos recibidos por Beizai son numerosos. A continuación se presentan los más destacados.
- 2017 - Doctorado Honorario en letras de la Universidad de Saint Andrews.[20]
- 2012 - Premio Farhang Foundation Heritage.[21]
- 2014 - Premio Bita a las artes persas.